# قناة براونتون
قناة براونتون هو عبارة عن خط تم حفره لتصويب مسار الجزء العلوي من نهر كين، والمعروف باسم براونتون بيل، ويقع في قرية براونتون في شمال ديفون، إنجلترا.

## التاريخ
قبل عام 1808، كانت المنطقة المحيطة بـ براونتون وفيلاتور وورافتون وساوث بورو عبارة عن مستنقع واسع. في ذلك العام، أرسل مجلس الزراعة تشارلز فانكوفر للتحقيق في وضعها، وأوصى تقريره بأنه يجب إرفاقها واستصلاحها. قوبل هذا بموافقة محلية، وتم تعيين جيمس جرين كمهندس في مخطط الصرف. كلف جرين جون باسكو بإعداد مسح وخريطة (التي يمتلكها مكتب تسجيل ديفون)، والتي حددت مخططين. تضمنت الأولى جسراً من براونتون بيل إلى بينتش هيل، مع قناة عن طريق رافتون وحافة فيلاتور مارش إلى بالقرب مما يعرف الآن بفيلاتور كواي. كانت هناك مخاوف بشأن تكلفة المشروع، واعتراضات على أجزاء من المخطط الأول من عقار باسيت، وبالتالي جاء المخطط الثاني الذي شكل الأساس لقانون البرلمان الذي تم الحصول عليه في 25 مايو 1811، من أجل ضم وتجفيف، وتطويق الأراضي في براونتون، في مقاطعة ديفون. 
على الرغم من أن البناء بدأ، وتم إحراز تقدم جيد، الا أن التفاصيل قد تم وضعها مع تقدم المخطط. تم تمويل المخطط بتمرير التكاليف إلى المزارعين المحليين وملاك الأراضي، وعن طريق بيع بعض الأراضي بمجرد اكتمال المخطط.
تلقى المفوضون، الذين كانوا مسؤولين بشكل عام عن المخطط، رسالة من 20 مزارعًا يعترضون على بناء القفل، والذي اقترحه غرين لتوفير الوصول إلى داخل المستنقع،  وبالتالي لم يتم بناء القفل.

### قناة براونتون
على الرغم من أن الخطط الأصلية لإحاطة المستنقعات تضمنت بناء قناة، إلا أنها لم تُبنى، ولكن ظلت هناك نية لتطوير رصيف على براونتون بيل، لتحل محل الرصيف في ورافتون. تحقيقا لهذه الغاية، تم شراء ثلاث قطع أرض في أربعينيات القرن التاسع عشر، ولكن لم يتم إحراز أي تقدم، حتى تم بيع عقار باسيت إلى السيد ويليام ويليامز في عام 1852. واقترح ويليامز خطة كبيرة لتصويب نهر براونتون بيل، وإرفاق المزيد من قطع الأرض، إلى جانب المنطقة المعروفة باسم جزيرة هورسي، وضفة رمال قاحلة اقترحها فانكوفر حكم عليها بالفشل في تقريره الأصلي لعام 1808.
على الرغم من مخاوف المهندس نيكولاس ويتيلي من المخاطر المحتملة لمحاولة إعادة جزيرة هورسي، استمر المخطط، حيث تم وضع مخططين، أحدهما للسدود حول جزيرة هورسي والآخر لبناء قناة جديدة والسدود في براونتون بيل.
كانت هناك بعض الصعوبات المالية والتخريب على جسر هينتون في عام 1855. كان الجزء العلوي قد شيد من خلال الصلصال، ولكن الجزء السفلي كان من الرمال، مما وفر صعوبات كبيرة. القناة كانت مبطنة بالطين، مع تغطية القاعدة بالحصى، وكانت المضخات مطلوبة للعمل بشكل مستمر. على الرغم من المشاكل، تم الانتهاء من الأعمال خلال الجدول الزمني لثلاث سنوات، وكانت التكاليف 13394 جنيهًا إسترلينيًا أقل قليلاً من سعر الميزانية. 
مول السيد ويليامز أيضًا الرصيف الجديد في فيلاتور، الذي افتتح حوالي عام 1870.  كان الرصيف كافياً للسفن التي يصل وزنها إلى 130 طنًا، واستمر استخدامه في تفريغ الحصى حتى الستينيات.  في نفس الوقت الذي تم فيه فتح الرصيف، كانت هناك حاجة لإصلاح بعض السدود على القناة الجديدة، والتي كانت تنحسر نتيجة للمواد التي بنيت عليها. في عام 1910، تعرض ساحل شمال ديفون لعواصف شديدة، وتم خرق السدود حول جزيرة هورسي في عدة أماكن. حدث خرق أيضًا في جدران القناة الجديدة، حيث وصفت الصحف المحلية قاربًا يمر من خلال الخرق إلى المستنقع، ويعود مرة أخرى عندما يحدث المد، ولكن القليل من التفاصيل الأخرى معروفة، حيث كانت المصادر المعاصرة أكثر اهتمامًا بمهمة إصلاح السدود حول جزيرة هورسي. 

## اليوم

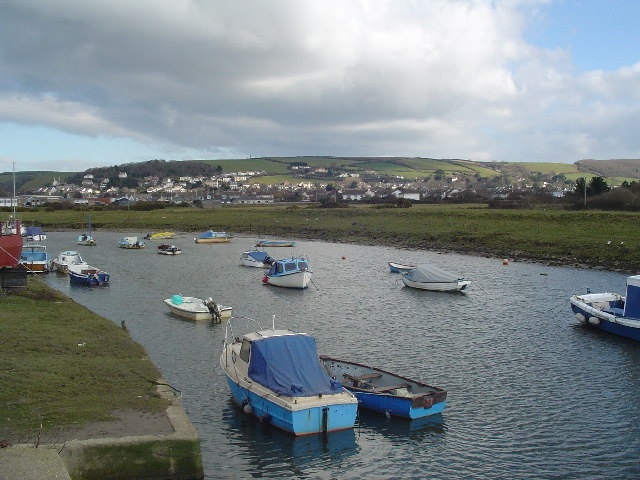
نهر كاين في فيلاتور كواي ، المتجه إلى قرية براونتون

يتم استخدام رصيف فيلاتور والمنطقة المحيطة كمرسى للقوارب الصغيرة. في عام 2006، منع مجلس براونتون وصول المركبات إلى الرصيف حيث وجد أنه في خطر الانهيار. تم إجراء مسح هندسي على الرصيف في عام 2010، من قبل الاستشاريين بولغار سايكيس، حيث كان المجلس يأمل في جعله أكثر راحة. كشف المسح عن العديد من الخيارات الممكنة للإصلاح، والتي تتراوح تكلفتها من 80,000 جنيه إسترليني إلى 400,000 جنيه إسترليني. الميزانية المحدودة المتاحة للمجلس لمثل هذا العمل تعني أنه تم النظر فقط في الإصلاحات الأساسية. أوصى تقرير لاحق صادر عن بيتر لورد، أحد المستشارين الرعية، بأن يكون هدم الرصيف هو الخيار الأفضل على المدى الطويل، مع توفير زلة لمساعدة أصحاب القوارب. يُعتبر الرصيف ميناءً مجانيًا.
تحت براونتون، يبقى المسار الأصلي لنهر كاين كبرك معزولة على الجانب الداخلي من السدود وهذه البرك هي موطن مهم للطيور.